# Takélot III
Pour les articles homonymes, voir Takélot.
Takélot III est roi de Thèbes à la fin de la XXIIe dynastie, d'abord en corégence avec son père Osorkon III vers 768 à 764 AEC puis seul vers 764 à 756 AEC.

## Généalogie
Takélot III est le fils de Osorkon III et probablement de la reine Tentsai. Son successeur sur le trône est son frère cadet Roudamon. Il a plusieurs enfant donc Osorkon, fils de la reine Irtybastet qui est également sa sœur. Il a une fille nommée également Irtybastet avec cette même reine. Takélot III et l'une de ses épouses secondaires (nommée la « favorite principale du pharaon »), appelée Kakat, ont ensemble une fille,  Irbastetoudjaennéfou (nom parfois lu Iroubastetoudjaentchaou). Cette fille épouse le vizir Pakhar et ils ont deux fils,. Le neveu de Pakhar, Nespaqashouty, épouse la princesse Diasetnésyt. Le troisième prophète d'Amon Padiamonnebnésoutatouy épouse la princesse Ânkhkarômâ. Le prince Djedptahiouefânkh devient deuxième prophète d'Amon.

## Règne
Avant de devenir roi, Takélot était grand prêtre d'Amon sous le règne de son père Osorkon III. À la fin du règne d'Osorkon, Takélot devient roi de plein droit en même temps que lui, ce dernier devait en effet être assez âgé. L'inscription nilométrique n°13 du quai de Karnak indique clairement le règne commun, notant que l'an XXVIII du règne d'Osorkon est l'an V du règne de Takélot.
Son règne est moins bien connu que celui de son père. Takelot est attesté par plusieurs documents : une stèle de donation de Abou Ghorab qui l'appelle "le premier prophète d'Amon-Ré, général et commandant Takelot" ; un bloc de pierre d'Héracléopolis qui l'appelle « le chef de Pi-Sekhemkhéperrê » et le fils du roi par la reine Tentsai ; l'inscription nilométrique n°13, comme indiqué ci-dessus ; l'inscription nilométrique n°4, datée de l'an VI de son règne ; une inscription sur le toit du temple de Montou ; et une stèle de Ad-Dakhla, datée de l'an XIII, montrant que le roi était encore reconnu dans cette oasis. 
Son successeur est son frère cadet Roudamon. Le roi a bien des fils, mais il est probable qu'ils soient tous décédés avant leur père. Ceci expliquerait également pourquoi la charge de grand prêtre d'Amon a été exercée par Osorkon, le fils de son frère, et ce dès le règne de Takélot. En considérant l'âge avancé auquel est mort Osorkon III (environ 80 ans) et les 13 ans de règne de Takélot, ce dernier devait également être à un âge avancé à sa mort.